# Массауа
Массауа (тигр. ምጽዋዕ, араб. مصوع, італ. Massaua) також відоме під ім'ями Мітсіва, Батсі (тигр. ባጽዕ), Баді (араб. بِضع) — місто в Еритреї, столиця зоби (провінції) Семенаві-Кей-Бахрі, розташоване на березі Червоного моря.
Массауа була важливим портом протягом багатьох століть в складі різних держав таких як Аксумське царство, Медрі-Бахр, халіфат Омеядів, держава Беджа, Османська імперія, Єгипет, Британія, Італія та Ефіопія, а з 1991 року і Еритреї, яка здобула незалежність. До перенесення 1897 року столиці Італійської Еритреї до Асмери, Массауа була центром колонії.

## Клімат
Місто знаходиться у зоні, котра характеризується кліматом тропічних пустель. Найтепліший місяць — липень із середньою температурою 35.6 °C (96 °F). Найхолодніший місяць — лютий, із середньою температурою 26.1 °С (79 °F).
| Клімат Массауа          | Клімат Массауа | Клімат Массауа | Клімат Массауа | Клімат Массауа | Клімат Массауа | Клімат Массауа | Клімат Массауа | Клімат Массауа | Клімат Массауа | Клімат Массауа | Клімат Массауа | Клімат Массауа | Клімат Массауа |
| Показник                | Січ.           | Лют.           | Бер.           | Квіт.          | Трав.          | Черв.          | Лип.           | Серп.          | Вер.           | Жовт.          | Лист.          | Груд.          | Рік            |
| Абсолютний максимум, °C | 37             | 35             | 40             | 41             | 42             | 45             | 46             | 45             | 42             | 41             | 37             | 37             | 46             |
| Середній максимум, °C   | 27             | 27             | 28             | 31             | 34             | 37             | 37             | 37             | 36             | 33             | 31             | 28             | 32             |
| Середня температура, °C | 26             | 26             | 27             | 30             | 32             | 35             | 35             | 35             | 33             | 32             | 29             | 27             | 31             |
| Середній мінімум, °C    | 25             | 25             | 26             | 28             | 30             | 32             | 33             | 33             | 32             | 30             | 27             | 26             | 28             |
| Абсолютний мінімум, °C  | 17             | 16             | 20             | 19             | 23             | 21             | 22             | 22             | 22             | 22             | 20             | 20             | 16             |
| Норма опадів, мм        | 30             | 20             | 10             | 10             | 10             | 10             | 10             | 10             | 10             | 10             | 20             | 30             | 180            |
| ----------------------- | -------------- | -------------- | -------------- | -------------- | -------------- | -------------- | -------------- | -------------- | -------------- | -------------- | -------------- | -------------- | -------------- |
| Джерело: Weatherbase    |                |                |                |                |                |                |                |                |                |                |                |                |                |

## Історія

### Рання історія

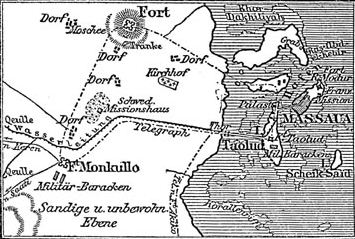
Історична мапа Массави

Спочатку Массауа була невеличким прибережним селищем в античному Аксумському царстві і знаходилася у тіні великого порту Адуліс, який знаходився за 50 км на південь.
Після занепаду Аксумської держави у VIII столітті, місто та навколишні землі були захоплені Омеядським халіфатом, який контролював їх в 702—750 рр. Із 740-х до XIV століття, місто перебувало в складі державного утворення Беджа. Із XIV до XIX століття, Массаву періодично контролювала еритрейська держава Медрі-Бахр. Порт також інколи був під контролем народу Балав (змішане арабське населення із народом беджа) в XII—XV ст. До цього періоду відноситься побудова на острові Массауа найстарішої мечеті Еритреї, Шейх Ханафі та деяких інших пам'яток ісламської архітектури в Массаві та навколишніх землях (включаючи архіпелаг Дахлак та півострів Зула).
Венеційські купці стверджували, що жили в Массаві та сусідньому Суакіні в XV ст.

### Османський період

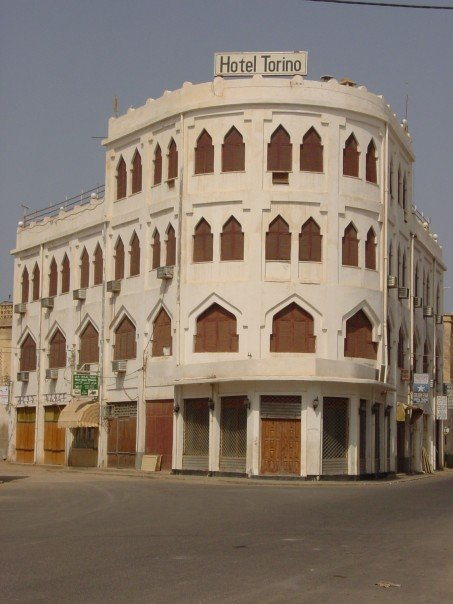
Готель Торіно (1938 рік) в старому місті. Виконаний в османському стилі із домішками венеційського.

Массауа набула великого значення після захоплення Османською імперією в 1557 році. Турки зробили місто столицею свого еялету Хабеш. Під керівництвом Оздемір-паші, османські війська намагалися захопити решту території сучасної Еритреї. Через спротив місцевого населення та необхідність військ в Середземноморському регіоні імперії та на кордоні із Персією, турки зробили намісником міста на навколишніх земель представника знаті із народу Белу і підпорядкували його турецькому губернатору в Суакіні. Турки перебудували старе місто на острові Массауа в типовому османському ісламському архітектурному стилі, зробивши із нього значний порт на Червоному морі. Будівлі тієї епохи залишилися до сих пір, переживши землетруси та війни із повітрями бомбардуваннями.

### Єгипетське правління

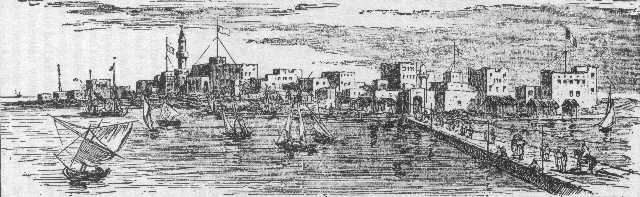
Массауа в XIX столітті

Впродовж XIX століття Массауа, разом із значними територіями на африканському узбережжі Червоного моря була під владою Єгипту, васала Османської імперії. Після поразки єгиптян у битві біля Гури їх вплив зійшов нанівець. У 1885 році за допомогою англійців, місто перейшло під італійське управління і стало столицею Італійської Еритреї.

### Італійське управління
Італійці побудували в Массаві сучасний порт для обслуговування їхньої новоствореної колонії, місто в 1885—1897 рр. було її столицею, допоки губернатор Фердинандо Мартіні не переніс центр до Асмери.
В 1921 році в місті стався землетрус, який зруйнував портові споруди. Відновлення затягнулося до 1928 року, перешкоджаючи колоніальним амбіціям Італії.
Італійці перетворили Массаву на найбезпечніший порт східноафриканського узбережжя і найбільший глибоководний порт на Червоному морі. 1887—1932 була побудована Еритрейська залізниця, яка з'єднувала Массаву із Бішією на суданському кордоні.
В 1938 році в Массаві проживало 15 тис. чол., у тому числі 2 тис. італійців. Місто було розширене згідно з архітектурним планом, схожим із таким в Асмері, із торговими та промисловими кварталами.
Після того як Італія приєдналася до країн Осі під час Другої світової війни, Массауа перетворилася на базу Червономорської флотилії Італійського королівського флоту (італ. Regia Marina). Місто було захоплено союзниками під час Східноафриканської кампанії і контролювалося британською адміністрацією.

### Ефіопське управління
З 1952 по 1990 роки місто було в складі Ефіопії, яка до того не мала виходу до моря. В Массаві знаходилася база колишнього Ефіопського флоту. Після тривалої боротьби, у лютому 1990 року місто було захоплено Народним фронтом звільнення Еритреї, Ефіопія знову залишилася без виходу до моря.

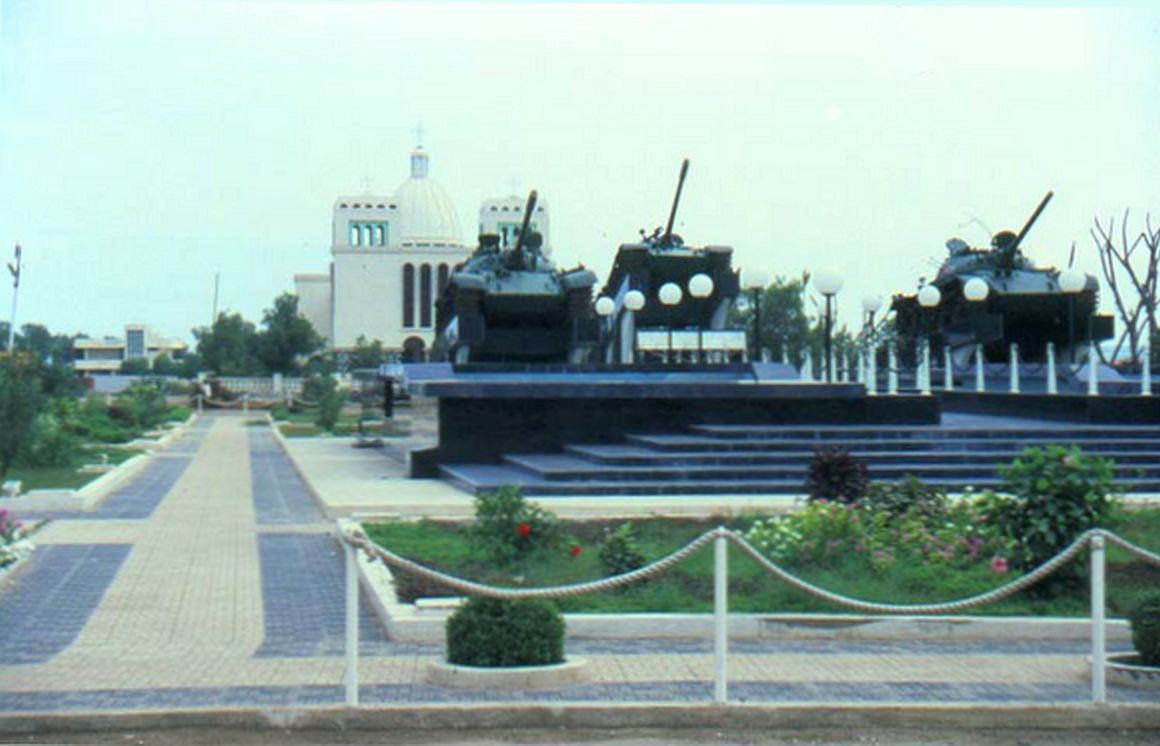
Військовий меморіал

### Сучасна історія
Під час Еритрейсько-ефіопської війни, порт не функціонував через перекриття традиційних торговельних маршрутів. Перший значний вантаж портом був прийнятий в 2001 році із кораблем американської гуманітарної допомоги (15,000 тон продовольства).